# Étienne Rabouin
Étienne Rabouin, né le 20 novembre 1893 à Seiches (Maine-et-Loire) et mort le 24 novembre 1979 à Angers, est un homme politique français.

## Études
Il effectue sa scolarité secondaire à Angers, au lycée David d'Angers. En 1914, il est appelé au front, et incorporé dans le 5e génie. Blessé en 1915 dans un accident, il est démobilisé quatre ans plus tard avec le grade de caporal-chef.
Après la guerre, il suit les cours de la faculté de droit de Paris et obtient une licence en droit. En 1927, il prend la succession de son père, notaire à Seiches.

## Carrière politique
Étienne Rabouin siège au conseil de l'arrondissement de Baugé et, à partir de 1925, au conseil municipal de Seiches. Il en démissionne en 1927. 
L'année suivante il entre au conseil général. En septembre 1945, la guerre finie, il y est à nouveau élu.
À cette époque, il cherche encore son identité politique : républicain indépendant en 1945, il adhère en 1946 à l'Alliance républicaine, mouvement peu actif en Maine-et-Loire. 
Élu membre du comité directeur de ce parti en mai 1946, il assume encore cette charge quand il adhère en 1947 au Rassemblement du peuple français (RPF).
La même année il est nommé chevalier de la Légion d'honneur pour ses 33 années de services militaire, de guerre, et civil.
Le 7 novembre 1948, Étienne Rabouin se présente aux élections au Conseil de la République dans son département de Maine-et-Loire sous l'étiquette du RPF. Il est élu au premier tour de scrutin, et adhère au groupe des Républicains sociaux. 
Il est nommé membre de la commission de la justice et de législation civile, criminelle et commerciale, et de la commission du suffrage universel, du règlement et des pétitions. À partir de 1953, il est aussi membre suppléant de la commission des pensions, puis, lors des élections du 19 juin 1955, il devient également membre suppléant de la commission des boissons.
Les interventions d’Étienne Rabouin se concentrent sur des thèmes bien précis. Le notaire est d'abord attentif au fonctionnement de la justice et participe, par exemple, à la discussion du projet de loi relatif au cumul des fonctions de greffier de justice de paix et d'huissier, ou à la discussion sur l'avancement des juges de paix. Les questions relatives à l'immobilier, comme la prorogation de certains baux commerciaux, les locations-gérances de fonds de commerce, ou la vente d'immeubles par appartements, l'intéressent également. Divers sujets suscitent encore ses interventions, comme la production de documents d'état civil ou le contingentement des décorations aux administrations publiques.
Étienne Rabouin est souvent chargé de présenter des rapports au nom de la commission de la justice et de législation civile, criminelle et commerciale, à raison de un ou deux par an, en moyenne, sous la IVe République.
Ainsi, en 1953, cette commission lui confie la rédaction d'un rapport sur la constitution du bien de famille insaisissable, et, en 1954, il présente un rapport concernant la modification du code civil sur l'hypothèque légale de la femme mariée.
Étienne Rabouin prend en outre plusieurs initiatives dans le domaine législatif. Il dépose notamment en 1950 une proposition de résolution tendant à ce que le gouvernement assimile, pour réparation, les dégâts causés à des bâtiments par les catastrophes naturelles à des faits de guerre. L'année suivante, en 1951, il dépose deux propositions de loi : une première pour la révision des listes électorales, une seconde pour créer un conseil interprofessionnel des vins d'Anjou et de Saumur. Par la suite, Étienne Rabouin déposera environ une proposition de résolution ou proposition de loi par an sur différents sujets, dont celui, récurrent, de la modification du code des impôts.
Les 2 et 3 juin 1958, Étienne Rabouin vote en faveur des pleins pouvoirs et de la révision constitutionnelle.
Malgré un échec à la présidence du conseil général en 1951, qui ne l'empêchera pas de siéger à l'assemblée départementale jusqu'en 1964, Étienne Rabouin, exerce de nombreuses fonctions au niveau local. Un temps président du comité départemental de lutte contre la tuberculose, et vice-président de l'office départemental des anciens combattants et victimes de guerre, président de la chambre des notaires de Maine-et-Loire de mai 1955 à mai 1956, secrétaire trésorier de l'amicale des anciens combattants et mobilisés de Seiches-sur-le-Loir, il entretient de nombreux contacts avec les diverses associations de son canton, participant volontiers à la plupart de leurs manifestations : comices agricoles, fêtes de bienfaisance, etc